# Trăstenik, Ruse
Trăstenik (în bulgară Трыстеник ) este un sat în Obștina Ivanovo, Regiunea Ruse, Bulgaria.

## Demografie
Componența etnică a satului Trăstenik
     Turci (35,43%)
     Bulgari (57,03%)
     Romi (1,29%)
     Nicio identificare (2,05%)
     Altele (4,18%)
La recensământul din 2011, populația satului Trăstenik era de 1.315 locuitori. Din punct de vedere etnic, majoritatea locuitorilor (57,03%) erau bulgari, existând și minorități de turci (35,43%) și romi (1,29%). Pentru 2,05% din locuitori nu este cunoscută apartenența etnică.